# 奥田由美
奥田 由美（おくだ ゆみ、1966年7月17日 - ）は、日本の女優。東京都出身。アルファセレクション所属。

## 人物
学習院大学心理学部卒。
身長154cm。体重45kg。
特技はピアノ、ギター、フィギュアスケート、藤間流日本舞踊。

## 出演作品

### テレビドラマ

#### NHK
- 大河ドラマ
  - 武蔵 MUSASHI（2003年）
  - 義経（2005年） - 乳母
  - 八重の桜（2013年） - 鳥越の隣家の女
- 特選!時代劇
  - 土曜時代劇 / オトコマエ!（2008年） - いわ
  - 木曜時代劇 / あさきゆめみし 〜八百屋お七異聞（2013年） - 町人
- ドラマ8 / とめはねっ! 鈴里高校書道部（2010年）
- 連続テレビ小説 / 梅ちゃん先生（2012年） - 並木栄子

#### 日本テレビ
- 母たることは地獄のごとく（1981年）
- 火曜サスペンス劇場 / 殺人捜査5（1998年）
- 水曜ドラマ
  - ホカベン（2008年） - 女性刑務官
  - Woman（2013年） - 託児所の責任者
  - 私たちはどうかしている（2020年） - 常連客
- 土曜ドラマ / 戦力外捜査官（2014年） - 辺見真知子
- 木曜ドラマ
  - ビンタ!〜弁護士事務員ミノワが愛で解決します〜（2014年） - 母親
  - 勝利の法廷式（2023年） - 証人

#### TBS
- 愛の劇場 / 銀座まんまんなか!（2003年）
- ナショナル劇場 / こちら本池上署（2005年）
- カルテット（2011年） - 熟女
- 月曜ゴールデン / 湯けむりバスツアー 桜庭さやかの事件簿5（2014年） - 内田貴子
- 火曜ドラマ / ホテルコンシェルジュ（2015年） - 女性客

#### フジテレビ
- 牡丹と薔薇（2004年）
- 危険な関係（2005年） - セレブ婦人
- 金曜エンタテイメント→金曜プレステージ
  - やがて来る日のために（2005年）
  - 愛はみえる〜全盲夫婦に宿った小さな命（2010年） - 教師
- となりのクレーマー（2008年） - クレーマー
- 木曜劇場 / 任侠ヘルパー（2009年） - バスの乗客
- 花嫁のれん（2010年） - 料亭の女将
- シークレット・ハネムーン 最後の新婚旅行（2012年） - 保母
- 積木くずし 最終章（2012年） - 主婦
- 幽かな彼女（2013年） - 女医
- ファーストクラス（2014年） - 編集長
- 50キュン恋愛物語（2016年）

#### テレビ朝日
- 第2回文芸社新春ドラマスペシャル「OLが行く!」（2003年） - 格さん
- 金曜ナイトドラマ / スカイハイ
  - スカイハイ（2003年） - 編集部員
  - スカイハイ2（2004年） - ステージママ
- 仮面ライダーシリーズ
  - 仮面ライダーカブト（2006年） - 主婦
  - 仮面ライダーガヴ（2025年） - 木皿の妻
- 相棒（2007年） - 秋川久美子
- 臨場（2009年） - 大瀬恵美子
- 土曜ワイド劇場
  - 人類学者・岬久美子の殺人鑑定1（2010年） - 主婦
  - タクシードライバーの推理日誌
    - 第28作（2010年） - 惠子
    - 第33作（2013年） - 田島智子
- 日曜ナイトプレミア / アスコーマーチ!〜県立明日香工業高校行進曲〜（2011年） - ジョギング中の女性
- 警視庁捜査一課9係
  - （2012年） - 黒柳徹子
  - （2014年） - 主婦

#### テレビ東京
- 女と愛とミステリー→水曜ミステリー9
  - 女の中の二つの顔（2004年） - 組紐教室の生徒
  - 警部補・鳴沢了〜破弾〜（2005年） - 看護婦
  - 嫌われ監察官 音無一六1（2013年） - レポーター
  - トカゲの女 警視庁特殊犯罪バイク班2（2015年） - 保育士
- ママはニューハーフ（2009年） - 母親
- IS〜男でも女でもない性〜（2011年） - 池田好子
- 東野圭吾 手紙（2018年） - 大学事務員
- ウルトラマンタイガ（2019年） - 田島明日香

### テレビ番組
- 知るを楽しむ（NHK）
- 激動!世紀の大事件 オウム真理教と闘った家族の全記録（2015年、フジテレビ） - 大石恵理

### 映画
- 座頭市（2003年） - 年増の芸者
- 苺の破片（2004年）
- アダン（2006年）
- 母〜外与子〜愛は悲しみをこえて（2010年） - 和江
- Father 「ヴァージンロード」（2013年） - 結婚式の客
- 華魂 幻影（2016年） - 米倉邦子
- 太宰治からの伝言（2019年） - アキ

### CM
- 日本郵政公社 「コメ兵街頭ビジョン」（2006年）
- 雪印メグミルク（2006年） - ママさんバレーの選手
- サッポロビール（2007年）
- ミツカン 「鍋プロジェクト」（2007年）
- 三菱自動車工業 「ミツビシミテカラ」（2008年）
- ケイ・オプティコムeo光（2008年）
- アリコ（2008年） - 母親
- ハウス食品 「潤粋ヒアルコラーゲン」（2009年）
- 三井住友カード 「Happy Traveler篇」（2011年 - 2012年）
- アートネイチャー
- BMベストワングループ
- JT 「ルーツ」
- イトーヨーカドー 「ネットスーパー」

### 舞台
- 平々凡々の僕の顔、だからといって笑うんじゃない
- 夏の夜の夢
- 十二夜
- リチャード三世 - 主演
- 空騒ぎ - 主演
- 悪魔のいるクリスマス
- さあ、砂漠に何を埋めようか
- 誰かが東京の絵を描いた
- 平面のハムレット
- 誰もが100万回の嘘をつく - 主演
- 元気VOX3 〜からくり〜
- 夜明けまで 2014